# Operation: Mindcrime II
Operation: Mindcrime II es el noveno álbum de la banda estadounidense de metal progresivo Queensrÿche editado en 2006, secuela del álbum homónimo de 1988.
El álbum fue lanzado el 4 de abril de 2006 en los Estados Unidos (29 de marzo en Japón, 31 de marzo en Alemania y 3 de abril en el resto del mundo) por la discográfica Rhino Entertainment.
El disco continúa con la historia de Mindcrime, que trata sobre Nikki, un adicto a las drogas y asesino político revolucionario antes de su desilusión y posterior arresto por el asesinato de la Sor Mary, una prostituta transformada en monja, al final de Operation: Mindcrime, perdiendo de a poco su cordura ya que desconoce quién mató a Mary y se había encariñado con ella antes de su muerte. Operation: Mindcrime II comienza 18 años después, cuando Nikki sale de la cárcel y comienza a planear su venganza contra el Dr. X, el villano manipulador y demagógico que utilizó a Nikki como su marioneta.
La vocalista Pamela Moore retomó su papel de Sor Mary para el álbum, mientras que el papel del Dr. X (interpretado por el actor Anthony Valentine en el primer álbum) fue encarnado por el vocalista de heavy metal Ronnie James Dio.
Tras la separación entre Geoff Tate y el resto de Queensrÿche en 2012, se reveló en una declaración jurada por el productor Jason Slater que el álbum recibió muy pocos aportes de los miembros de la banda aparte de Tate y Mike Stone. Gran parte de la música fue grabada por músicos de estudio debido a conflictos entre Tate y sus compañeros. El baterista Scott Rockenfield no tocó en el álbum. Además, la mayoría de las guitarras, incluyendo las pistas de Michael Wilton, fueron regrabadas por el ingeniero Mitch Doran. Algunas de las pistas de bajo utilizadas son grabaciones de demostración tocadas por Slater, mientras que la pista de batería de «I'm American» es una grabación en MIDI hecha por Doran que no estaba intencionada para su uso en el producto final.
El álbum debutó en el Billboard 200 en el puesto 14, la posición más alta para un álbum de Queensrÿche desde que Promised Land alcanzó el puesto 3 en 1994. Las pistas «I'm American» y «The Hands» han sido lanzadas como singles con videos adjuntos.

## Historia
La historia empieza 18 años después de los eventos de Operation: Mindcrime, empezando en el día en que Nikki es liberado de prisión. Durante su encarcelamiento, Nikki no ha sido capaz de sacar su odio hacia Dr. X, un manipulador quién se ha vuelto rico y poderoso dentro de la sociedad masivamente corrupta, materialista e hipócrita que lo rodea. Nikki todavía resiente hacia el gobierno estadounidense en particular, el cual todavía lo ve como autocrático y avaricioso, sin posibilidad de mejoría. El entrenamiento para matar y el potente lavado de cerebro que Nikki recibió por parte de Dr. X aún tiene una fuerte influencia éncima de él, con gran parte de su sanidad en duda. Mientras aún desea venganza hacia el Dr. X y quiere ver un cambio revolucionario en la sociedad; Nikki todavía recuerda a Mary.
Nikki se topa con problemas nuevamente con la ley. Durante su juicio, sus plegarias por piedad se pierden con un juez y un jurado que todavía recuerdan sus crímenes pasados. Esto solamente profundiza su desdén hacia el mundo que lo rodea, con Nikki farfullando sobre el gobierno, el sistema legal y Dr. X ya que culpa a los tres por sus problemas. Después de que Nikki huye y nuevamente en libertad, su propio deseo de venganza junto con una visión del fantasma de Mary lo motivan para asesinar a Dr. X.
Mientras la confrontación final se acerca, Nikki empieza a tener más dudas. Él se cuestiona así mismo y se pregunta si debería asumir el hecho de que también es su culpa de que su vida sea tan mala como la percibe. Nikki encuentra a Dr. X, iniciando una persecución dramática, y Nikki finalmente lo asesina en el momento. Sin embargo, el asesinato no le trae consuelo que tanto necesita y preguntandose si en verdad ha hecho un cambio para mejor, Nikki es consumido por la duda y la desesperación. El fantasma de Mary aparece de nuevo y confronta a Nikki. Él se da cuenta de que ha enloquecido totalmente, y percibiendo que el mundo no le da escapatoria para su tristeza, Nikki se suicida. Al término del álbum, el espíritu de Nikki es reunido con el de Mary, así encontrado la felicidad en el cielo, y ambos reflejan que las únicas instancias en que eran felices eran en los momentos en los que estuvieron juntos.

## Trasfondo y recepción
Las canciones se refieren al disco anterior de Mindcrime frecuentemente, incluyendo referencias en los títulos de la canción. El tema de apertura Freiheit Ouvertüre obtiene su nombre dado que 'Freiheit' es 'Libertad' en alemán. El tema «I'm American», el cual lanzado como sencillo, alude a «Revolution Calling» de Mindcrime ya que el vocalista describe unos Estados Unidos alternativos (una muchas similitudes al estado actual del país), el cual, en el mundo ficcionalizado de ambos discos, está atrapado en la avaricia y la despreocupada corrupción al punto de ser una especie de distopia, donde una persona común y corriente no sabe en quién confiar.
Tal como fue mencionado con anterioridad, la producción del álbum tomó lugar en un momento de profunda tensión y frustración entre los miembros de la banda. El resto de la banda se sentía reluctante al agregar más a la historia de Mindcrime y no estaban de acuerdo con la idea de una secuela. Con el productor Jason Slater a cargo, el trabajo solamente recibió un puñado de contribuciones de los miembros aparte de Tate y Mike Stone, con Wilton refiriéndose al proceso de producción como «accidentado». Gran parte del material fue grabado por músicos de estudio, en lugar del grupo.
Algunas reseñas mixtas a negativas han aparecido en Encyclopaedia Metallum.

## Lista de canciones
| N.º | Título                         | Escritor(es)                            | Duración |  |
| 1.  | «Freiheit Overture»            | Eddie Jackson, Jason Slater, Mike Stone | 1:35     |  |
| 2.  | «Convict»                      | Geoff Tate                              | 0:08     |  |
| 3.  | «I'm American»                 | Slater, Stone, Tate                     | 2:53     |  |
| 4.  | «One Foot In Hell»             | Slater, Stone, Tate                     | 4:12     |  |
| 5.  | «Hostage»                      | Jackson, Tate, Michael Wilton           | 4:29     |  |
| 6.  | «The Hands»                    | Slater, Tate, Wilton                    | 4:36     |  |
| 7.  | «Speed of Light»               | Slater, Stone, Tate                     | 3:12     |  |
| 8.  | «Signs Say Go»                 | Slater, Stone, Tate                     | 3:16     |  |
| 9.  | «Re-Arrange You»               | Slater, Stone, Tate                     | 3:11     |  |
| 10. | «The Chase»                    | Slater, Stone, Tate                     | 3:09     |  |
| 11. | «Murderer?»                    | Slater, Tate, Wilton                    | 4:33     |  |
| 12. | «Circles»                      | Jackson, Slater, Tate                   | 2:58     |  |
| 13. | «If I Could Change It All»     | Slater, Stone, Tate                     | 4:27     |  |
| 14. | «An Intentional Confrontation» | Slater, Stone, Tate                     | 2:32     |  |
| 15. | «A Junkie's Blues»             | Slater, Stone, Tate                     | 3:41     |  |